# Angels Flight
Angels Flight (albo Angel’s Flight) – linia kolei linowo-terenowej działającej w rejonie Bunker Hill w śródmieściu Los Angeles w stanie Kalifornia. Linia kolejowa obsługiwana jest przez dwa wagony noszące imiona Sinai i Olivet. W roku 1901 oddano do użytku linię Angels Flight pomiędzy ulicami Hill Street a Olive Street. W 1969 roku Angels Flight została zamknięta na czas powodu przebudowy. W roku 1996 linię otwarto ponownie, ale już na nowej trasie od Hill Street do California Plaza. W dniu 1 lutego 2001 doszło do nieszczęśliwego wypadku w którym zginął jeden człowiek a siedmiu ludzi zostało rannych i znowu zamknięto Angels Flight. Dziewięć lat później dnia 15 marca 2010 roku znów otwarto Angels Flight. Kolejka została wpisana na listę National Register of Historic Places. Ostatnio kolejkę uruchomiono po kilkuletniej przerwie 31 sierpnia 2017.

## W literaturze
Powieść Angels Flight Michaela Connelly'ego opisuje morderstwo dokonane w wagoniku. Polski tytuł brzmi Schody Aniołów.

## Galeria

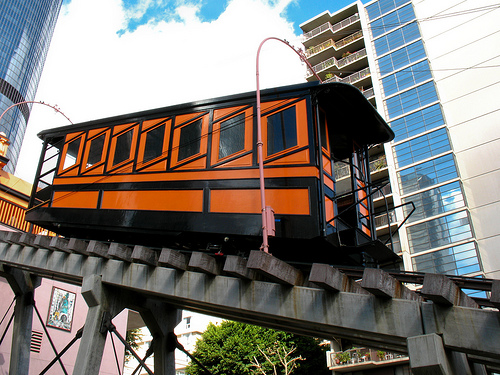
Jeden z wagonów Angels Flight w roku 2008
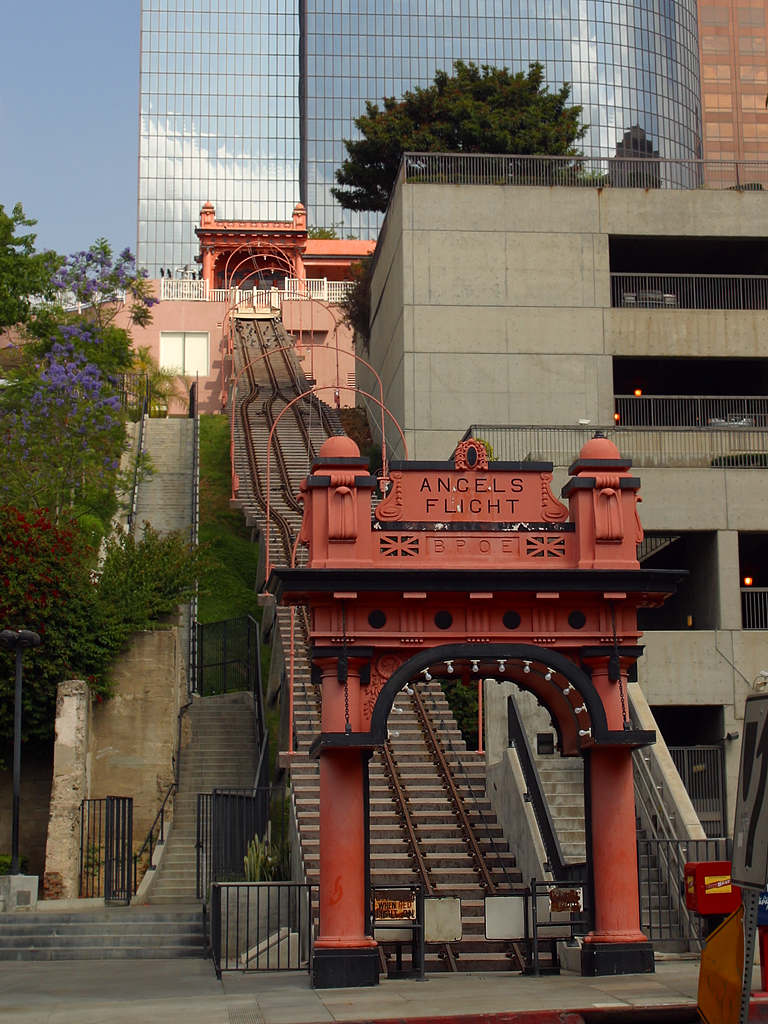
Widok na Angels Flight w maju 2004 roku.

## Ranking
- US National Register of Historic Places, od 13 października 2000[2]
- Los Angeles Historic-Cultural Monument (#4), od 6 kwietnia 1962[3]